# I Hate This Part
"I Hate This Part" (em português:  Eu Odeio Esta Parte) é uma canção do girl group americano The Pussycat Dolls, extraída do seu segundo álbum de estúdio Doll Domination (2008). Foi escrito por Wayne Hector, Lucas Secon, Jonas Jeberg e Mich Hansen e produzida pelos dois últimos, juntamente com Ron Fair e Nicole Scherzinger. Foi gravado para o primeiro projeto solo de Nicole Scherzinger, Her Name Is Nicole, mas após seu cancelamento a música foi colocada no segundo álbum do grupo. "I Hate This Part" foi lançado em 14 de outubro de 2008 como o segundo single internacional e nas estações de rádio em 20 de outubro de 2008 como o quarto single nos Estados Unidos pela Interscope Records. "I Hate This Part" é uma balada pop influenciada pelo dance/R&B que acaba com a habitual imagem sexual das Dolls em favor da introspecção. Liricamente a música é sobre uma conversa antes de um rompimento.
Críticos de música escreveram críticas positivas, elogiando a produção da música e os vocais de Scherzinger. "I Hate This Part" tornou-se um sucesso moderado e atingiu o número onze na parada Billboard Hot 100 dos EUA e ficou no topo da parada das paradas do Hot Dance Club Songs dos EUA. Também alcançou o top dez na Austrália, França e Nova Zelândia. Um videoclipe para a música dirigido por Joseph Kahn foi filmado no final de setembro de 2008. Ele apresenta o grupo em um deserto com cada integrante em uma parte separado, explorando diferentes lados emocionais, enquanto coreografias foram executadas no refrão . "I Hate This Part" foi interpretada ao vivo em várias ocasiões, incluindo o American Music Awards de 2008 e durante toda a turnê Doll Domination (2009).

## Composição
"I Hate This Part" foi escrito por Wayne Hector, Lucas Secon, Jonas Jeberg e Mich Hansen e produzido pelos dois últimos, juntamente com Ron Fair e Nicole Scherzinger, que também atuou como produtor vocal da música. Durante uma entrevista para HitQuarters, Hector discutiu como "I Hate This Part" foi escrito e composto dentro de uma hora. Ele pediu a Jeberg para tocar piano enquanto ela cantava uma linha. Embora tenha começado como uma balada, Lucas Secon concebeu a ideia de transformá-lo em "uptempo ou mid-tempo e o título e o conceito da música". A música foi gravada nos estúdios Cutfather Studios, em Copenhague, na Dinamarca, e no The Boiler Room, em Santa Monica, Califórnia, por Mike "Angry" Eleopoulos, Tal Herzber e Jeberg, com a ajuda de Johnathan Merritt. Mais tarde, foi mixado por Peter Mokran e Eric Weaver no Conway Studios em Hollywood, Califórnia. Toda instrumentação e programação foi realizada por Jeberg. Enquanto gravava a música, Scherzinger foi inspirado pelo cantor de rock inglês Sting e pelo cantor de rock americano Steve Perry. Enquanto Scherzinger estava trabalhando em seu álbum solo, ela gravou cerca de 100 músicas para o Her Name Is Nicole. Após o cancelamento do projeto solo, várias faixas incluindo "I Hate This Part" foram adicionadas à lista de faixas de Doll Domination. "I Hate This Part" foi lançado em 14 de outubro de 2008 como o segundo single internacional e  e nas estações de rádio em 20 de outubro de 2008 como o quarto single nos Estados Unidos. Sal Cinquemani da revista Slant notou que "I Hate This Part" teria feito um acompanhamento melhor de "When I Grow Up", mas com um som mais adulto, como o "Stickwitu" fez depois de "Don't Cha" em 2005."
"I Hate This Part" é uma balada pop com influências de R&B e dance music. Instrumentação consiste de um piano triste, cordas artificiais e ritmos sincopados. A música também possui dublagem de loops de bateria similares a "All I See" (2008) de Kylie Minogue e "One Step at a Time" (2008) de Jordin Sparks. Está escrito na clave de Ré menor, com uma assinatura de tempo comum e um tempo de 110 batimentos por minuto e usa uma simples progressão de acordes de D 4 - F (some 9) - C - B ♭ 2. Jamie Gill do Yahoo Music UK descreveu os vocais de Scherzinger como "ofegantes" e discretos, enquanto David Balls, do Digital Spy, notou os altos níveis de emoção em seus vocais. Scherzinger usa um intervalo vocal de F 3 a F 5. Na música, o grupo vai para uma abordagem pop ainda mais simplificada. É uma das várias músicas de Doll Domination que descartam a habitual imagem sexual das Dolls em favor de uma abordagem mais "introspectiva, triste e solitária". Liricamente a música é sobre a conversa antes do rompimento. O final foi descrito como "lágrimas encharcadas de outro".

## Recepção da crítica
"I Hate This Part" recebeu críticas positivas dos crítica local. Jordan Richardson, da Blogcritics, elogiou Scherzinger chamando-o de "um desempenho verdadeiramente poderoso e forte". Ele terminou a resenha escrevendo "É a melhor música de PCD de todos os tempos". Nathan Rabin do The A.V. Club, elogiou a música por ser uma "música que assombra e afeta músicas que capturam a sensação de esgotamento e resignação que vem com finalmente colocar um relacionamento romântico morrendo em sua miséria". Nick Levine do Digital Spy, descreveu a música como "maravilhosamente melodramática". David Balls da mesma publicação deu à música três de cinco estrelas elogiando a produção da canção e os vocais de Scherzinger. Elan Priya do The Times escreveu que "I Hate This Part" e "Whatcha Think About That " são exceções de um álbum que "não tem personalidade distinta". Sal Cinquemani da Slant Magazine elogiou a composição. Spence D. em uma resenha para o site de entretenimento IGN elogiou certos elementos da música "como o piano triste e a lágrima encharcada", mas argumentou que certas partes "são um pouco sinceras". Rudy Klapper do Sputnikmusic descreveu a música como "onipresente", mas notou que as baladas do álbum são "dignas de nota apenas por sua estranha semelhança com inúmeros outros sucessos de rádio, [...] como más tentativas de diversificar o som do grupo". Na pesquisa anual de opinião de críticos de massa do ano em 2009, "I Hate This Part" foi classificado no número 546. Wayne Hector foi reconhecido pela Sociedade Americana de Compositores, Autores e Editores (ASCAP) para escrever "I Hate This Part".

## Desempenho comercial
"I Hate This Part" foi um sucesso na Oceania. Na Austrália, "I Hate This Part" estreou no 45º lugar no Australian ARIA Singles Chart, baseado apenas nas vendas por download, e desde então atingiu o número 10. "I Hate This Part" foi certificada ouro pela ARIA pelas mais de 35.000 de unidades adquiridas. Chegando a sete na parada físico. Dois dias depois de estrear na Austrália, "I Hate This Part" estreou no 32º lugar no New Zealand RIANZ Singles Chart, e acabou chegando ao número nove. "I Hate This Part" foi certificado ouro pela RIANZ pelas mais de 7.500 de unidades adquiridas.
Na Europa, a música ficou entre os cinco primeiros, os dez primeiros e os vinte melhores na maioria das paradas. Também alcançou o número quatro na lista Hot 100 Singles Chart da Billboard. Na Romênia, o single se tornou um sucesso considerável e recebeu um forte airplay. Como resultado, a faixa atingiu o número um, tornando-se o terceiro single número um das Pussycat Dolls, depois de "Don't Cha" e "Wait a Minute". No Reino Unido, a música entrou em 8 de novembro de 2008 no número trinta e seis. Em 6 de dezembro de 2008, atingiu o número 12. Em 7 de fevereiro de 2009, ele caiu do top-40 depois de uma corrida de treze semanas que o marcou em torno do gráfico, mas no final nunca atingiu o pico maior do que o número 12, o primeiro a bater o top-10. "I Hate This Part" estreou e alcançou o terceiro lugar no French Singles Chart, tornando-se o segundo hit consecutivo do grupo, e seu segundo single de maior sucesso até o momento. Ao fazê-lo, superou a posição de pico do hit mundial do grupo "Don't Cha", que atingiu o número seis neste gráfico em 2005.
"I Hate This Part" subiu de forma constantemente nos Estados Unidos até atingir o seu máximo no número onze na Billboard Hot 100 e número dez na Billboard Pop 100, após um aumento considerável no airplay em 3 formatos. "I Hate This Part" também passou duas semanas em primeiro lugar no Hot Dance Club Play da Billboard, tornando-se o quarto single das Dolls a chegar ao topo do ranking, mas o primeiro a passar duas semanas lá. "I Hate This Part" é o único single na carreira das Pussycat Dolls a alcançar um nível mais alto nos Estados Unidos do que no Reino Unido (embora seja apenas 1 posição a mais). Em 11 de março de 2010, "I Hate This Part"  foi certificado de platina pela RIAA, depois de um ano desde que foi lançado. No Canadá, a canção estreou no número noventa e três e nas semanas seguintes caiu para o número noventa e seis e depois para o número de cem. No entanto, mais tarde, recuperou as posições e desde então atingiu uma posição de número cinco.

## Videoclipe

### Desenvolvimento
A primeira parte do videoclipe foi filmado em 28 de Setembro de 2008, dia do aniversário de Melody Thornton. Enquanto, a segunda parte do video foi filmado no White Sands National Monument, em Alamogordo, no Novo México - mesmo local onde foram filmado os filmes Transformers e Transformers II. Os bastidores do videoclipe foram filmados e disponibilizados na internet, através do perfil oficial do grupo no site YouTube. O videoclipe foi dirigido por Joseph Kahn. O videoclipe estreou em 15 de Outubro de 2008, na MTV e 24 de Outubro no iTunes.

### Sinopse

Imagens do videoclipe de "I Hate This Part".

O videoclipe começa com toques no piano e folhas rosas indo em direção à câmera, em seguida, Nicole Scherzinger aparece ao piano com uma leva som de música ao fundo. Imagens do vento soprando folhas e páginas de um livro, do piano e de um cervo são intercalas com Nicole que apresenta uma expressão firme e triste em seu olhar. Ainda ao piano, Nicole começa a cantar os primeiros versos da canção, enquanto são mostrados Ashley Roberts contra a luz do Sol segurando uma flor e Jessica Sutta segurando o capô do carro e olhando com um olhar triste para trás. Melody Thornton aparece olhando para longe, enquanto o vento sobre os seus cabelos, e Kimberly Wyatt está no meio de uma estrada deserta. Durante o refrão, as meninas aparecem juntas andando em uma estrada deserta e, um carro está ao longe parado (simulando que ele está quebrado), enquanto isso ocorre, imagens das meninas em diversas situações são demonstradas. No pré-refrão seguinte, todas estão em um ferro-velho, sentadas em cima de carros antigos, enquanto imagens de Nicole Scherzinger só no White Sands National Monument, em Alamogordo, são intercaladas. Em seguidas, as Pussycat Dolls apresentam a coreografia e, Nicole aparece agaixada na estrada, sendo que ao fundo estão um lobo e um carro de onde sai uma fumaça. O ápice do videoclipe, mostra as garotas dançando na chuva durante o pôr-do-sol. O vídeo termina com Nicole tocando piano e, sem seguidas todas juntas molhadas olhando para a câmera.

### Recepção
John Kordosh, do Yahoo! Music a negativamente comentou que o vídeo "mostra Nicole fingindo tocar piano, enquanto o resto da trupe [Pussycat Dolls] parece serem bas em situações que não têm nada a ver com nada". MTV Buzzworthy observou que "[Scherzinger] pós-rompimento ritual é menos escondendo-em torno da casa e mais louco, estilo deserto". Nick Levine, da Digital Spy, escreveu que: "[o] vídeo é menos picante do que o normal, apesar de as garotas começarem a mostrar um pouco de carne durante uma cena de dança na chuva no final". Em 2009 , o vídeo recebeu uma indicação do MuchMusic Video para Melhor Vídeo de Grupo Internacional, mas perdeu para o clipe de "Boom Boom Pow" do The Black Eyed Peas.

## Performances ao vivo
As Pussycat Dolls cantaram a música no Walmart Soundcheck, junto com "When I Grow Up", "Takin 'Over the World", "Buttons" e "Don't Cha". Em 21 de novembro, elas cantaram um medley de "I Hate This Part" e "When I Grow Up" no American Music Awards de 2008, vestindo roupas totalmente de borracha. Em 12 de dezembro, o grupo se apresentou no The Hills Finale Live from NYC. O grupo se apresentou no dia 7 de janeiro no The Tonight Show with Jay Leno, Em 18 de janeiro elas se apresentaram junto com "When I Grow Up" no NRJ Music Awards de 2009 em Cannes, França. e no MuchOnDemand em 18 de março, juntamente com "Jai Ho! (You Are My Destiny)", Nicole Scherzinger cantou "I Hate This Part" como parte de uma medley das Pussycat Dolls durante sua primeira turnê solo, Killer Love. Tour (2012).

## Ficha técnica
| Compositor(es) - Wayne Hector - Lucas Secon - Jonas Jeberg - Cutfather Produção - Ron Fair (produtor e produtor de voz) | - Jonas Jeberg (produtor e programação) - Cutfather (produtor) - Mike Eleopoulos (gravação) - Tal Herzberg (gravação e edição de áudio) - Jonathan Merritt (assistente de gravação) - Peter Mokran (mixagem) - Eric Weaver (mixagem) - Nicole Scherzinger (produtor de voz) |

## Lista de faixas
| Compact disc (Mundial) |                                                  |         |  |
| N.º                    | Título                                           | Duração |  |
| 1.                     | "I Hate This Part"                               | 3:45    |  |
| 2.                     | "I Hate This Part" (Digital Dog Remix Club Edit) | 3:06    |  |

| Compact disc promocional (Europa) (Remixes) |                                             |         |  |
| N.º                                         | Título                                      | Duração |  |
| 1.                                          | "I Hate This Part" (Versão do Rádio)        | 3:39    |  |
| 2.                                          | "I Hate This Part" (Aleko's Club Vocal Mix) | 6:58    |  |
| 3.                                          | "I Hate This Part" (Aleko's Vocal Dub)      | 7:37    |  |
| 4.                                          | "I Hate This Part" (Aleko's Acapella)       | 4:52    |  |

| Extended play (Austrália) (apenas pelo iTunes) |                                                    |         |  |
| N.º                                            | Título                                             | Duração |  |
| 1.                                             | "I Hate This Part"                                 | 3:38    |  |
| 2.                                             | "I Hate This Part" (Digital Dog Remix) (Club Edit) | 3:05    |  |
| 3.                                             | "I Hate This Part" (Dave Audé Remix) (Rádio)       | 3:40    |  |

| iTunes |                                                 |         |  |
| N.º    | Título                                          | Duração |  |
| 1.     | "I Hate This Part" (Dave Audé Dance Hybrid Mix) | 3:33    |  |

| Compact disc promocional |                                                        |         |  |
| N.º                      | Título                                                 | Duração |  |
| 1.                       | "I Hate This Part" (Moto Blanco Club Mix)              | 7:47    |  |
| 2.                       | "I Hate This Part" (Digital Dog Club Mix)              | 5:51    |  |
| 3.                       | "I Hate This Part" (Moto Blanco Dub)                   | 7:49    |  |
| 4.                       | "I Hate This Part" (Digital Dog Dub)                   | 6:26    |  |
| 5.                       | "I Hate This Part" (Moto Blanco Edit)                  | 3:40    |  |
| 6.                       | "I Hate This Part" (Digital Dog Edit)                  | 3:05    |  |
| 7.                       | "I Hate This Part" (Original)                          | 3:39    |  |
| 8.                       | "I Hate This Part" (Instrumental)                      | 3:45    |  |
| 9.                       | "When I Grow Up" (Ralphi Rosario Remix) (Faixa Bônus)) | 9.37    |  |

| Compact disc promocional (Remixes) |                                             |         |  |
| N.º                                | Título                                      | Duração |  |
| 1.                                 | "I Hate This Part" (Radio Edit)             | 3:39    |  |
| 2.                                 | "I Hate This Part" (Dave Audé Club Mix)     | 8:21    |  |
| 3.                                 | "I Hate This Part" (Digital Dog Club Mix)   | 5:50    |  |
| 4.                                 | "I Hate This Part" (Dave Audé Radio Edit)   | 3:40    |  |
| 5.                                 | "I Hate This Part" (Digital Dog Radio Edit) | 3:26    |  |
| 6.                                 | "I Hate This Part" (Dave Audé Club Dub)     | 7:36    |  |